# Верх-Алейка
Верх-Алейка — село в Третьяковском районе Алтайского края. Входит в состав Новоалейского сельсовета.

## История
Основано в 1755 г. В 1928 г. село Верх-Алейское состояло из 175 хозяйств, основное население — русские. Центр Верх-Алейского сельсовета Змеиногорского района Рубцовского округа Сибирского края.

## Население
| 1926 | 1997 | 1998 | 1999 | 2000 | 2001 |
| ---- | ---- | ---- | ---- | ---- | ---- |
| 980  | ↘330 | ↘323 | ↗339 | ↘320 | ↗328 |
| 2002 | 2003 | 2004 | 2005 | 2006 | 2007 |
| ↗334 | ↗348 | ↗405 | ↘380 | ↘323 | ↘290 |
| 2008 | 2009 | 2010 | 2011 | 2012 | 2013 |
| ↘286 | ↘256 | ↘239 | ↗240 | ↘238 | ↘234 |